# Granite Creek
Granite Creek är ett vattendrag i Kanada.   Det ligger i provinsen British Columbia, i den södra delen av landet, 3 400 km väster om huvudstaden Ottawa.
I omgivningarna runt Granite Creek växer i huvudsak barrskog. Trakten runt Granite Creek är nära nog obefolkad, med mindre än två invånare per kvadratkilometer.